# Пролив Лонга
Проли́в Ло́нга отделяет остров Врангеля от материковой части России, соединяет Восточно-Сибирское море с Чукотским.
Через акваторию пролива проходит линия перемены дат.
Длина пролива — 128 км, наименьшая ширина — 146 км. Наименьшая глубина — 36 м. Большую часть года пролив покрыт льдами.
Назван в честь американского китобоя  Томаса Лонга, открывшего в 1867 году остров Врангеля.
По проливу проходит трасса Северного морского пути.

## Полярное течение
Вдоль побережья Чукотки по проливу Лонга из Восточно-Сибирского моря происходит перемещение холодных арктических вод, которые подвержены опреснению из-за стока северных рек. Как правило, эти воды смешиваются с более тёплыми шельфовыми водами и течение поворачивает на север. Но в отдельные годы это полярное течение прорывается через западную часть Берингова пролива на юг. Такая особенность циркуляции вод ярко выражена в летний период, однако в связи с изменением общей синоптической обстановки и направления ветров может измениться в любое время года.